# Lazarus I. Henckel von Donnersmarck
Lazarus Henckel (seit 1607 Lazarus (I.) Henckel von Donnersmarck)  (* 29. Oktober 1551 in Leutschau; † 13. Juli 1624 in Wien) war Großhändler, Bankier und Bergbauunternehmer. Er legte die eigentliche Basis für den Aufstieg der Familie Henckel von Donnersmarck.

## Familie
Sein Vater Johann diente angeblich am Hof der Statthalterin der Niederlande Maria von Ungarn. Später war er Einnehmer des Dreißigsten in Leutschau. Die Mutter war Anna. Er selbst heiratete vor 1572 Anna Ettinger eine Kaufmannstochter. In zweiter Ehe war er seit 1615 mit Barbara Freifrau von Steinberg und Werffenstein verheiratet. Aus den Ehen gingen insgesamt sechs Söhne, davon vier jung verstorben und fünf Töchter, davon zwei jung verstorben, hervor. Der Sohn Georg wurde später kaiserlicher Rat. Der Sohn Lazarus II. wurde Nachfolger seines Vaters und war kaiserlicher Kriegszahlmeister und Rat.

## Leben
Aus der Heimat der Familie Henckel in der Zips ging Lazarus nach Oberdeutschland. Dort erlernte er den Kaufmannsberuf. Seit 1579 war er Faktor der Firma Schenner aus Ulm in Wien. Im Jahr 1581 wurde er Bürger der Stadt. Er erwarb ein Haus auf dem Fleischmarkt und betrieb auf eigene Rechnung Waren- und Geldhandel. Mit diesen Geschäften legte er die Grundlage seines Vermögens. Auch das Vermögen seiner ersten Frau war für den Ausbau seiner Geschäftstätigkeit wichtig. Bereits um 1590 war seine Firma über Wien hinaus gewachsen. Er unterhielt Faktoren in Leipzig und Nürnberg und hatte einen Verbindungsmann am Hof Kaiser Rudolf II. in Prag. Trotz seines lutherischen Glaubens war er treuer Anhänger des Kaisers. In Wien wurde er Mitglied des äußeren Rates und war Beisitzer des Stadtgerichtes. Im Jahr 1591 hat er den Adelssitz in Nußdorf erworben und hat auch zahlreiche Weinberge gekauft. In der Folge betrieb er den Weinhandel im großen Stil. Insbesondere aber handelte er mit Vieh. Dieses kaufte er in Ungarn, Siebenbürgen und in der Walachei auf und ließ es nach Wien und Oberdeutschland treiben, wo es verkauft wurde. Allein 1590 wurden so mindestens 5000 Ochsen gehandelt.
Seit 1591 trat er in engere Geschäftsbeziehung mit der  kaiserlichen Hofkammer. Die Beziehungen begannen mit einem Kredit im Wert von über 40.000 fl. Davon zahlte Henckel die Hälfte in bar aus, die anderen Hälfte bestand aus Tuchen zur Bekleidung der Grenztruppen. Er war auch in der Folge der einzige der Kaufleute Wiens, die dem Hof mit großen Geldsummen aushelfen konnten. Er hat auch die Reichshilfen für die Türkenkriege teilweise vorgestreckt. Von der Vorschusssumme die zwischen 1595 und 1600 zusammenkamen, hat Henckel allein fast eine Million Gulden aufgebracht.
Als der Reichspfennigmeister Zacharias Geizkofler infolge der fast völligen finanziellen Erschöpfung der habsburgischen Erbländer entlassen wurde, geriet auch Lazarus zeitweise in Schwierigkeiten. Diese verstärkten sich noch als infolge eines Aufstandes die Kupferbergwerke in Neusohl ausfielen. Diese waren bislang der einzige Aktivposten in der österreichischen Außenhandelsbilanz. Außerdem war Henckel am Betreiberkonsortium seit 1603 zu einem Viertel beteiligt. Seine Kreditwürdigkeit bei anderen Handelshäusern und Bankiers ließen ihn die Krise überstehen.
Sein Besitz war beträchtlich. Er besaß verschiedene Häuser in Wien, drei Rittergüter sowie die  Weinberge. Die Güter und Herrschaften Gföll, Wesendorf und Weißenkirch kamen zunächst als Pfand und schließlich ganz in seinen Besitz. In Wien war er inzwischen Mitglied des inneren Rates. Der Kaiser zeichnete ihn vielfach aus, aber er hat die Übernahme von Ämtern, wie die eines Reichspfennigmeisters stets abgelehnt. Im Jahr 1612 gab Lazarus den Warenhandel auf, führte aber die Geldgeschäfte weiter. Die Hofkammer schuldete ihm 1610 über eine Million Gulden. Auch an der Bergbaubeteiligung in Neusohl hielt er fest. Schließlich hielt er dort die Hälfte der Anteile.
Im Jahr 1607 wurde sein Adelsdiplom bestätigt. Im Jahr 1615 wurde er in den Freiherrenstand erhoben. Kurz vor seinem Tod hat Kaiser Ferdinand II. ihn 1623  mit den schlesischen Besitzungen Beuthen und Oderberg belehnt. Diese Übertragungen zunächst als Pfandbesitz  waren Gegenleistungen für die Kredite an das Kaiserhaus.